# Deutsche Leichtathletik-Hallenmeisterschaften 1955
Die zweiten Deutschen Leichtathletik-Hallenmeisterschaften fanden vor 7000 Zuschauern am 12. März 1955 in der ausverkauften Kieler Ostseehalle statt. Gelaufen wurde auf einer 150 Meter langen Holzbahn, die Anzahl der teilnehmenden Sportler lag bei 230.

## Medaillengewinner Männer
| Disziplin      | Gold                                                           | Silber                                                         | Bronze                                                                    |
| -------------- | -------------------------------------------------------------- | -------------------------------------------------------------- | ------------------------------------------------------------------------- |
| 60 m           | Heinz Fütterer (Karlsruher SC)                                 | Peter Kraus (CSV Marathon Krefeld)                             | Lothar Knörzer (Karlsruher SC)                                            |
| 400 m          | Albert Radusch (Düsseldorfer SC 99)                            | Helmut Dreher (TuS Rot-Weiß Koblenz)                           | Jürgen Kühl (SuS Bergedorf)                                               |
| 800 m          | Edmund Brenner (Stuttgarter Kickers)                           | Horst Peters (Werder Bremen)                                   | Manfred Poerschke (OSV Hörde)                                             |
| 1500 m         | Klaus Retienne (Eintracht Frankfurt)                           | Werner Bumann (TK Hannover)                                    | Rolf Lamers (PSV Borussia Düsseldorf)                                     |
| 3000 m         | Heinz Westerteicher (Rot-Weiß Oberhausen)                      | Heinz Laufer (TG Schwenningen)                                 | Ludwig Eckel (SV Phönix Ludwigshafen)                                     |
| 60 m Hürden    | Bert Steines (TuS Rot-Weiß Koblenz)                            | Karl-Ernst Schottes (DSD Düsseldorf)                           | Walter Thomas (TSG Darmstadt)                                             |
| 4 × 450 m      | Werder BremenWerner Bazalla Karl Kluge Horst Peters Kurt Bonah | Arminia BielefeldKornfeld Ganer Paul Schmidt Wieling           | SV Polizei HamburgGünther Nebbe Detlev Gleichfeld Schlegel Hermann Wöhrle |
| 3 × 1000 m     | Rot-Weiß OberhausenWilli Klömpken Heinz Hartmann Helmut Janz   | SC CharlottenburgWolfgang Ring Siegfried Steller Günter Dohrow | VfV HildesheimKurt Ernst Walter Müller Hans-Dietrich Schreiber            |
| Hochsprung     | Hans-Jürgen Jenss (VfL Wolfsburg)                              | Werner Bähr (MTSV Olympia Neumünster)                          | Fritz Weber (TV 1846 Karlsruhe)                                           |
| Stabhochsprung | Julius Schneider (SC Pforzheim)                                | Willi Reismann (TV Fürth 1860)                                 | Ernst Lachermund (TuS Eintracht Dortmund)                                 |
| Weitsprung     | Ronald Krüger (Kieler TV)                                      | Walter Bolay (Stuttgarter Kickers)                             | Dietrich Richter (SC Charlottenburg)                                      |
| Kugelstoßen    | Hermann Lingnau (TK Hannover)                                  | Karl-Heinz Wegmann (Dortmunder TG)                             | Dietrich Urbach (VfL Bochum)                                              |

## Medaillengewinner Frauen
| Disziplin   | Gold                                                                               | Silber                                                          | Bronze                                                 |
| ----------- | ---------------------------------------------------------------------------------- | --------------------------------------------------------------- | ------------------------------------------------------ |
| 60 m        | Erika Fisch (MTV Osterode)                                                         | Edeltraud Eiberle (TG Trossingen)                               | Elfriede Butz (PSV München)                            |
| 60 m Hürden | Anneliese Seonbuchner (1. FC Nürnberg)                                             | Erika Fisch (MTV Osterode)                                      | Edeltraud Eiberle (TG Trossingen)                      |
| 4 × 150 m   | Eintracht FrankfurtKarola Ebenritter Irmgard Egert Gisela Schickedanz Käthe Weigel | ASV BerlinLehmann Edith Nahr Annemarie Breuer Brigitte Gottwald | Werder BremenInge Schierloh Vogt Ingrid Söhnchen Heine |
| Hochsprung  | Maria Sturm (1. FC Nürnberg)                                                       | Wilhelmine Schubert (1. FC Nürnberg)                            | Ines Wagner (Oldenburger TB)                           |
| Weitsprung  | Erika Fisch (MTV Osterode)                                                         | Maria Sturm (1. FC Nürnberg)                                    | Ingwild Wörner (TSG Kaiserslautern)                    |
| Kugelstoßen | Marianne Werner (SC Greven 09)                                                     | Marlene Biedermann (VfL Gladbeck)                               | Edelgard Anhoff (SC Charlottenburg)                    |